# 先行製品品質計画
先行製品品質計画（せんこうせいひんひんしつけいかく、APQP: Advanced Product Quality Planning）とは、製品を企画、開発し量産に至るまでの手順やなすべき作業を、製品の品質を確保する という視点からまとめたものである。世界の完成車メーカー（OEM）の中でも、主にアメリカ系のOEMがAPQPの手順にそったスケジュール作りや体制づくりをサプライヤーに要求している。品質計画（Quality Planning）とは要求品質を達成するための目標を設定し、その目標を実現するための具体的な方法を計画することである。APQPの基になっている考え方は、この品質計画を設計・開発が終わってから策定するのではなく、設計・開発の終了に先んじて品質計画を開始するということであり、これがAdvanced（先行）の意味である。APQPがどうあるべきものであるかということについてはAIAGの発行する手引書『ADVANCED PRODUCT QUALITY PLANNING (APQP) AND CONTROL PLAN Reference Manual』（2013年現在の最新版は2005年に発行された第二版）に具体的に規定されている。
ドイツ自動車工業会（VDA）も製品および製造プロセスの設計・開発の手順をテーマにした手引書を発行しており、『VDA Band 4 Kapitel: DFSS』がそれにあたる。DFSSとはDesign for Six Sigmaの略である（シックスシグマ参照）。

## 成り立ち
1988年、アメリカでゼネラル・モータース、フォード、クライスラーの購買担当副社長が、サプライヤーに要求する品質マネジメントシステムおよび品質マネジメントの手法に関する共通の仕様や手引書を作成することに合意した。この合意の結果作成された手引書の一つが『ADVANCED PRODUCT QUALITY PLANNING (APQP) AND CONTROL PLAN Reference Manual』である。1994年に初版が発行された。同時期に作成された生産部品承認プロセス（PPAP）、統計的プロセス制御（SPC）、測定システム解析（MSA）、FMEAの各手引書と合わせてファイブコアツールと呼ばれる。これらの手引書はそれぞれアメリカ自動車工業会（AIAG）から発行されている。
APQPは作成された直後はあまりサプライヤーの注意をしかなかった。しかし、このAPQPの手引書が発行されてからすぐ後に共通のサプライヤーに要求する品質マネジメントシステムの規格であるQS-9000が発行され、APQPもQS-9000によって参照するように要求されたのである。
2013年現在、QS-9000は廃止され、代わってISO/TS16949が自動車業界でサプライヤーに要求する品質マネジメントシステムの仕様となっているが、アメリカ系のOEMを中心に、APQPは現在でもISO/TS16949とセットにしてサプライヤーに求める品質マネジメントシステムの要求事項の一部としている。例えば、フォードはISO/TS16949の顧客固有要求事項第二章に、27の参照文書の一つとしてAIAGの発行するAPQPの手引書を挙げている。

## サイマルテニアスエンジニアリングとクロスファンクショナルチーム
APQPの基本となっているのは、サイマルテニアスエンジニアリング（コンカレントエンジニアリング）とクロスファンクショナルチームの二つの考え方である。APQPの手引書では、製品の効果的な品質計画を達成するためにクロスファンクショナルチームを組織するべきであるとし、クロスファンクショナルチームが共通の目標に向かって努力するプロセスがサイマルテニアスエンジニアリングであるとしている。
サイマルテニアスエンジニアリング（コンカレントエンジニアリング）とは、一般に、設計の成果を実際に実現するメンバーを、最大限に設計のフェーズに参加させるような体制づくりのことである。つまり、設計フェーズの進行中に後に続くフェーズを次々に開始していくことになる。しかし、サイマルテニアスエンジニアリングは、単に、機械的に各フェーズを早めに開始することではなく（そのような方法はファースト・トラッキングと呼ばれる）、設計以降の各フェーズで実務を担当する各グループ同士が設計の進行状況に合わせて情報をフィードバックし合うことが本質的な要素として含まれている。
APQPでは品質の高い製品を早期に導入することをサイマルテニアスエンジニアリングの目的として掲げている。プロジェクトを遂行する各グループはそれぞれが様々な役割を持っているが、中でも品質計画グループは他のグループの計画やその実施がプロジェクトの目標に向かっているかどうかを監督する役割を担っている。

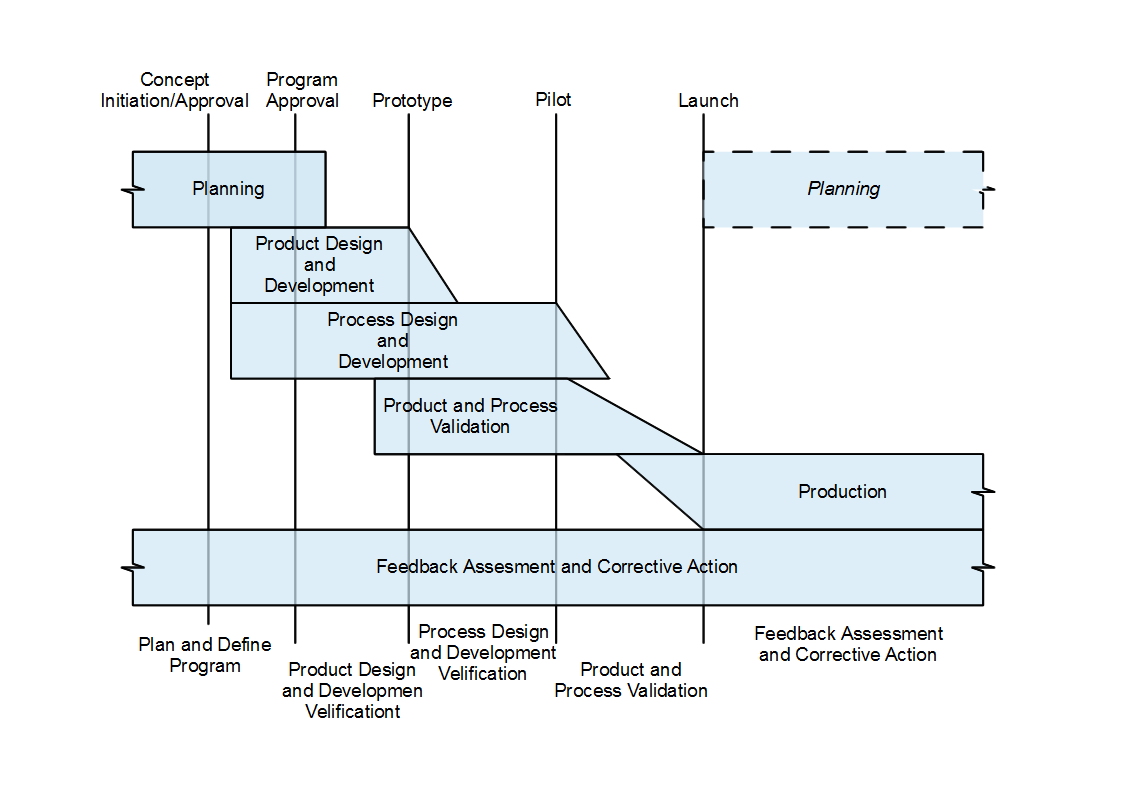
APQP: サイマルテニアスエンジニアリング
APQPでは企画から量産までの期間を5つのフェーズに分けて管理するように求めている。

ところで、例えば、製品および製造プロセスの設計・開発の期間をいくつかのフェーズに分けるための、10通りの方法をVDAの手引書が例示しているように 、フェーズの分け方は一般にいろいろな方法がある。APQPでは、企画から量産までを以下の5つのフェーズに分けている。
1. プログラムの企画および確定（Plan and Define Program）
2. 製品の設計および開発（Product Design and Development）
3. 製造プロセスの設計および開発（Process Design and Development）
4. 製品および製造プロセスの検証試験（Product and Process Validation）
5. フィードバック、評価及び是正（Feedback, Assessment and Corrective Action）

一つのフェーズが完了してから次のフェーズに移ることにするとすると、それは手堅い方法ではあるが、量産開始までの時間は長くかかる。次のフェーズを先行して始めることにすると量産開始までのトータルの時間は当然短くはなるが、先行するフェーズが見込み通りに終わらなかったときに、すべてやり直しになってしまう危険はある。例えば、AIAGの手引書に掲載されている図によれば、設計・開発が完全に完了する時点で、製品および製造プロセスのヴァリデーション（検証試験）が既に始まっており、そのスケジュールの主要部分の三分の一以上を消化していることになっている。設計の最後の時点で大幅な設計変更があれば、それまでに行ってきたヴァリデーションの成果は無駄になるかもしれない。

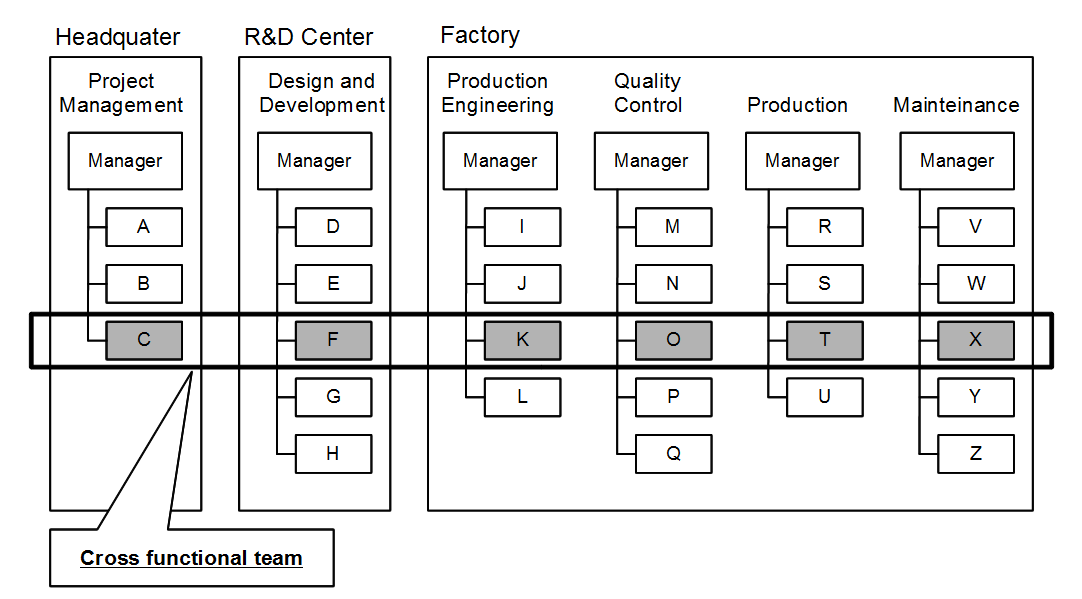
APQP: クロスファンクショナルチームの例
それぞれの部署から対象プログラムの担当者を指名しチームを組織する。

ところで、例えば開発を担当する部署と生産準備を担当する部署は通常別の部署であるが、上に述べたとおりサイマルテニアスエンジニアリングを実現するためには、各部署が緊密に連携し、情報をフィードバックし合う必要がある。このとき、例えば、部署の長が他の部署からの依頼を受け、そのたびに実務担当者に業務を割り振るようなやり方をしていたら、それはとても都合が悪い。そこで部署の長はある特定のプログラムに対して専任の担当者を指名し、その担当者はそのプログラムのプロジェクトマネージャーの指揮下に入る。このように各部署からそのプログラム
担当する代表者を集めたチームがクロスファンクショナルチームである 。それぞれの担当者はプロジェクトマネージャーの指示で業務を進める。しかし、担当者の居場所は自分の所属部署のままである。所属部署の上司に対してはプロジェクトの進捗などを報告し、所属部署の方針を守りながら他の部署のプロジェクトメンバーとプロジェクトを遂行していくことになる。ISO/TS16949:2009 でいうところの「多様な分野からのアプローチ（Multidisciplinary approach）」とは、具体的には、このクロスファンクショナルチームを組織することを意味する。

## 内容
APQPの各フェーズの内容の概要は以下のようになっている。
プログラムの企画および確定
このフェーズでは顧客の要求事項や顧客の期待を明確にし、これらを達成するための具体的な目標を確定させる。このフェーズを開始するにあたって必要な情報は、「顧客の声」、ビジネスプラン、ベンチマーク調査の結果などである。ここで「顧客の声」とは必ずしも顧客から直接得られた意見や要望だけでなく、クレームの集計結果、市場動向などの調査結果も含む。これらの情報を基に、設計や品質、その他の具体的な特性を確定させる。
製品の設計および開発
前のフェーズで確定した製品の特性や、プログラムの目標などを具現化するフェーズである。製品および部品の図面を確定することがこのフェーズの成果となる。 設計を進める際に作成されるさまざまな結果、例えば設計FMEAの結果、製品仕様書なども図面とともにこのフェーズの成果として後に続くフェーズで利用される。
製造プロセスの設計および開発
製品を作るための製造プロセスを実現させるフェーズである。製品が図面上で顧客の要求を満たすものであるとしても、それが現実の製品として実現されていなければ意味がない。一連の製造工程はフローチャートとしてまとめられる。さらに工程FMEAの手法を用いて不良品の発生・流出の原因となりうるものにはあらかじめ対策を施しておく。どの特性（寸法など）を、どのように、どの程度の頻度で測定するか、というような品質管理の具体的も方法も確立する。
製品および製造プロセスの検証試験
製品の耐久試験などの検証試験を行うとともに、実際に相当数を生産して製造プロセス特性値のばらつきを確認する。品質管理については、測定システム解析（MSA）を実施し測定方法や測定器具の選定が正しいかどうかを検証する。生産部品承認プロセス（PPAP）を実施し、製品や製造プロセスについて顧客の承認を得るのもこのフェーズである。
フィードバック、評価及び是正
量産開始（ランチ、ローンチ： launch）後のフェーズであり、特性値のばらつきを減少させるよう継続的改善を行い、また市場の反応を調査・分析し、必要があれば改善を行う。量産開始後に得られるこれらの情報は、次のプログラムにも生かされる。もちろん、フィードバックの評価及び是正というのはPDCAサイクルの一部でもあり、この意味ではプログラム全体にわたって行われるべきことでもある。
AIAGの発行するAPQPの手引書はあくまでも手引書であって、ISO/TS 16949やPPAPのマニュアルと違い、手引書に記載されているすべてのことを必ず実施しなければならないという性質のものではない。OEMが要求するようにAPQPの手引書を参照するということは、最低限以下のことが取り入れられていることといえる。
- 品質計画が設計・開発のフェーズですでに始まっている先行製品品質計画が取り入れられていること。
- 量産開始までの期間がAPQPの手引書で示されているように、5つのフェーズに分けて管理されていること。
- プロジェクト遂行の各プロセスに、計画 - 実行 - 評価 - 改善（PDCAサイクルの考え方）[18]が取り入れられていること。
- APQPの手引書がきちんと管理されていること。

もちろんOEMによっては、プログラムの進行に合わせて行う作業を規定し、その作業の結果としての書類の提出を求めることもある。例えば、フォードはGPDS（Global Product Development System）という仕組みを運用している。これはAPQPの手引書の内容をより具体的にして発展させたもので、GPDSではプログラムの進行に合わせて31の要素の実施とそれぞれの要素に対応する書類の提出をサプライヤーに要求している。

## コントロールプラン
一連のAPQPの活動の成果としてもっとも重要なものがコントロールプランである 。コントロールプランとは製品の製造プロセスの中で、どの工程で、製品や製造プロセスのどの特性を、どのように管理・確認するか、ということをまとめた一覧表である。コントロールプランは、ISO/TS16949でそれを作成することがもとめられており、コントロールプランの書式もISO/TS16949の附則Aとして定められている。日系企業では「QC工程図」と呼ばれることが多い。

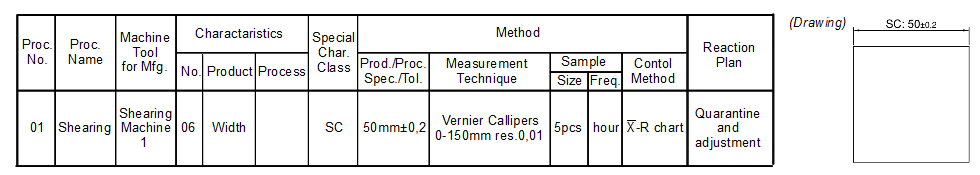
APQP: コントロールプランの例
ここでは、シャーリングで成形した製品の幅の管理方法を規定している。

APQPでは量産用のコントロールプランは「製品および製造プロセスの検証試験」のフェーズで完成させることになっている 。それまでの活動の成果、つまり、元々の製品への要求事項、それを実現するために管理すべき製品や製造プロセスの特性、開発や試作の段階でわかった重要な特性など、それまでの活動で得られた知見すべてを、何をどう管理するかという表現で集大成したものがコントロールプランである。FMEA、MSAなどの成果も土台にして作成される。そして、このコントロールプランを基に、品質管理の作業マニュアルが作成されることになる。コントロールプランは、品質管理のシステム全体を要約したものであって、そのまま品質管理の作業マニュアルにはならない 。